# Bonn (cantante)
Kristoffer Jan Patrik Fogelmark (Estocolmo; 5 de junio de 1990), conocido artísticamente como Bonn, es un cantautor, compositor y productor musical sueco. Obtuvo gran reconocimiento en 2018 por colaborar en la canción «High On Life» del DJ neerlandés Martin Garrix. En 2019 terminó la producción del álbum póstumo de Avicii, TIM.
A lo largo de su carrera como productor y compositor, ha escrito canciones para artistas como Selena Gomez, Ellie Goulding, Demi Lovato, Jason Derulo, Flo Rida, entre otros.

## Biografía
Fogelmark nació el 5 de junio de 1990 en la ciudad de Estocolmo (Suecia). Asisitió a la escuela secundaria en Södra Latins gymnasium, y finalmente estudió composición en la academia de música Musikmakarna. Estudió junto a su amigo de la infancia Albin Nedler, quien también se ha convertido en un compañero habitual de profesión.
En 2015, produjo «Pure Grinding» del álbum Stories de Avicii. Ese mismo año, se juntó con Carl Falk y Russell Crowe para escribir la canción de la película The Water Diviner, titulada «Love Was My Alibi», el cual interpretó bajo su nombre real. El dúo de disc-jockeys suecos Axwell Λ Ingrosso vieron la película durante un vuelo y decidieron colaborar con Fogelmark. Juntos trabajaron en la canción «More Than You Know», en la que Bonn aportó la voz junto a Vargas & Lagola. La canción fue lanzada en 2017 y cuenta con más de mil millones de reproducciones en Spotify.
El 29 de julio de 2018, salió su colaboración con Martin Garrix, titulada «High On Life». En el videoclip oficial en YouTube, estrenado un día más tarde, aparecen ambos artistas interpretando la canción en el festival de Tomorrowland. Seguido de esto, en 2019 salieron sus otra colaboraciones con el DJ neerlandés: «No Sleep» y «Home». Junto a Albin Nedler, fue uno de los varios productores encargados de terminar el álbum póstumo de Avicii, TIM. Cantó en los sencillos «Ain't A Thing» y «Freak»; y a su vez produjo «SOS» y «Never Leave Me». A finales de 2019, salió la canción «Used To Love» interpretada por Garrix y Dean Lewis, que también fue compuesta por Bonn y su compañero Nedler.